# BUP (formato di file)
I file con estensione BUP, da Back UP, sono copie di backup dei corrispondenti file IFO che si trovano in un DVD-Video.
Come i file .ifo, contengono le informazioni riguardo all'organizzazione dei brani, dei menù, dei capitoli e dei sottotitoli e sono utili nel caso il corrispondente file IFO sia danneggiato.